# Карлович Анастасія Валеріївна
Анастасія Валеріївна Карлович (29 травня 1982 , Дніпропетровськ) — українська шахістка, гросмейстер (2003) серед жінок, тренер і журналіст.
Прес-офіцер ФІДЕ, очолює прес-центри турнірів і працює фотографом на змаганнях Міжнародної шахової федерації, в тому числі найважливіших: матчах за звання чемпіона світу і шахових олімпіадах.
Шахами почала займатися в 8 років в гуртку середньої школи № 131 міста Дніпропетровська у В. Горелика . Закінчила Харківську юридичну академію імені Ярослава Мудрого за спеціальністю юриспруденція, факультет прокуратури. Також п'ять років викладала в академії конституційне право зарубіжних країн, міжнародне право і право Європейського Союзу. Готувала до захисту кандидатську дисертацію на тему «Відносини між президентом і парламентом в змішаних республіках» (у Франції, Польщі та Болгарії) .
З 2006 року також є журналісткою, співпрацюючи в виданнях і сайтах, присвячених шахів, публікує фоторепортаж з шахових турнірів. Її профіль в мережі «Твіттер» має 10,2 тис. читачів.
Була прес-секретарем ФІДЕ на чемпіонатах світу із шахів у 2012, 2013, 2015 та 2016 роках.
Грала на першій дошці у складі збірної України, яка здобула золоту медаль на командному чемпіонаті Європи з шахів серед дівчат до 18 років у 2000 році.